# Projektkommunikation
Unter Projektkommunikation wird der strukturierte Informationsaustausch innerhalb der Projektorganisation wie auch die projektbezogene Kommunikation zwischen Projektteam und Stakeholdern (Beteiligte und Betroffene) verstanden. Sie dient der  zielgruppenspezifischen Information, z. B. über  Ziele, Fortschritte und Verantwortlichkeiten eines Projekts. Die informelle projektbezogene Kommunikation ist insofern Gegenstand der Projektkommunikation, als sie deren Rahmenbedingungen (Kommunikationsinstrumente, Richtlinien etc.) zu definieren und bereitzustellen hat.
Die Projektkommunikation soll die Einbindung und Motivation der Stakeholder des Projekts gewährleisten und das Handeln der Stakeholder auf ein gemeinsames Ziel ausrichten. Eine fachgerechte Projektkommunikation stellt sicher, dass alle Zielgruppen die für sie relevanten Informationen zur richtigen Zeit in der richtigen Form erhalten. Sie ist dann effektiv, wenn die Informationsübermittlung die beabsichtigte Wirkung erzielt.

## Ziele der Projektkommunikation
Das Projekt verfolgt mit der Projektkommunikation unter anderem folgende Ziele:
- Informationsfluss zwischen den am Projekt Beteiligten sicherstellen
- Einbindung und Motivation der Nutzer und Betroffenen etablieren
- Zielgruppenorientierte Botschaften, Medien und Feedback-Möglichkeiten erschaffen
- Nutzer rechtzeitig und nachhaltig für das Projekt und die zu erwartenden Ergebnisse begeistern
- Beachtung und Anerkennung für das Projekt bei Mitarbeitern und Management gewinnen
- Anwender für die Umstellung auf neue/geänderte Prozesse und Systeme erwärmen
- Projektbeteiligte und Nutzer auf ihre Aufgaben vorbereiten

## Aufgaben der Projektkommunikation
Die wichtigsten Aufgaben der Projektkommunikation sind:
- Ermitteln der Stakeholder und Erhebung der Kommunikationsbedürfnisse
- Gesamtkonzeption der Projektkommunikation
- Definition und Bereitstellung der Kommunikationsinfrastruktur, -kanäle, -instrumente (z. B. Templates)
- Definition und Überwachung der Kommunikationsregeln, -standards
- Konzeption und Umsetzung der Kommunikation für einzelne Teilbereiche bzw. Stakeholder(gruppen)
- Beratung/Schulung Projektteam in Kommunikationsbelangen

## Konzeption der Projektkommunikation
Einige entscheidende Elemente eines Projektkommunikations-Konzepts sind:
- Stakeholderanalyse (Stakeholder und ihre Kommunikationsbedürfnisse)
- Umfeldanalyse (z. B. Projektziele, -termine, Mittel/Ressourcen, Richtlinien, relevante Fachstellen/Abnahmegremien)
- Kommunikationsziele, -strategie
- Organisation der Projektkommunikation (Eingliederung in die Projektorganisation, Kommunikationsstandards, Teamregeln, Prozesse, Feedback- und Einflussmöglichkeiten der Zielgruppen)
- Botschaften, Kommunikationsmedien/-instrumente, Kommunikationsmassnahmen
- Umsetzungsplanung (Massnahmenplanung, Budgetplanung etc.)

## Projektkommunikation und Stakeholdergruppen
Die Aufteilung der Projektkommunikation in Teilbereiche nach Stakeholdergruppen – Stakeholder mit gleichgearteten Informationsbedürfnissen – erlaubt eine effiziente und dennoch differenzierte Kommunikation und eine Übertragung derer Betreuung an verschiedene Projekteinheiten.
Mitglieder der Projektorganisation (Auftraggeber, Sponsoren und nicht zuletzt die Projektteammitglieder selbst) sind wichtige Adressaten der Projektkommunikation. Ihnen sind z. B. Änderungen von Projektauftrag, -organigramm oder -planung, und periodisch Informationen zu Projektstatus, -fortschritt, -risiken und -kosten zu vermitteln. Auch die Kommunikation innerhalb des Projektteams kennt strukturierte Elemente, etwa den Ablauf und die Protokollierung eines regelmäßig stattfindenden Projektmeetings.
Betroffene Geschäftseinheiten sind in erster Linie an möglichen Folgen für ihre Organisationseinheit interessiert, z. B. an Auswirkungen auf den zukünftigen Ressourcenbedarf oder die Betriebskosten. Deren Management ist auch über Begleiterscheinungen der Umstellung – etwa über Betriebsunterbrüche – zu informieren.
Die Nutzer der vom Projekt bereitgestellten Produkte, Prozesse und/oder Services stehen in vielen Projekten im Fokus der Projektkommunikation. Sie sind einerseits über Neuerungen und Änderungen zu informieren, möglicherweise auch zu instruieren (Anwenderschulung). Andererseits ist zu vermitteln, auf welche aktive Unterstützung durch die Nutzer das Projekt angewiesen ist.
Die Mitarbeiter von Supporteinheiten (Help Desk, Hauswartung etc.) betreuen die Nutzer. Die Supportmitarbeiter benötigen detaillierte Informationen zu Produkten (z. B. technische Manuals) und Betriebsprozessen. Auch Informationen zum Projekt sind wichtig, unter anderem zur Projektplanung (z. B. wann wird in welcher Region, in welchem Gebäude, bei welchen Nutzern was umgestellt?).
Fachstellen, Kontrollorgane, Lieferanten etc. bilden keine homogene Gruppe, sie haben einen im Einzelfall zu definierenden Informationsbedarf. Abnahmegremien schreiben dem Projekt z. B.  oft vor, welche Informationen in welcher Form bereitzustellen sind. Lieferanten wiederum benötigen spezifische Auskünfte, die etwa in einem Pflichtenheft zusammengestellt sind. Diese Stakeholder werden meist individuell und nicht als Gruppe betreut.
Die Allgemeinheit, d. h. nichtbeteiligte, nichtbetroffene Interessierte (z. B. Mitarbeiter der vom Projekt nicht tangierten Abteilungen) bilden die letzte Gruppe, die in der Projektkommunikation zu berücksichtigen ist. Sie erhalten ein Set grundlegender Informationen (Projektziel und -umfang, Einführungstermin etc.), das ebenfalls als Einstieg für die Information aller Übrigen, d. h. aller direkt Betroffenen dienen kann. Diese Basisinformationen werden gerne auf der Homepage der Website des Projekts präsentiert.

## Eingliederung der Projektkommunikation
Projektkommunikation ist eine der wichtigsten Aufgaben des Projektleiters. In größeren Projekten wird er Teilbereiche an Stabsstellen und/oder Teilprojekte übertragen. Die Projektberichterstattung gegenüber dem Lenkungsausschuss wird oft durch ein Projektbüro wahrgenommen, während für die Kommunikation zu den Nutzern zuweilen ein eigenes Teilprojekt geschaffen wird.

## Abgrenzung zum Projektmarketing
Das Projektmarketing ist ein Instrument zur Präsentation und werbenden Darstellung des Projektes. Es zielt auf die Beeinflussung des Projektumfelds im Sinne des Projekterfolgs. Projektkommunikation ist weiter gefasst und orientiert sich an dem Willen, durch Dialog und Einflussmöglichkeiten die betroffenen Zielgruppen einzubinden.